# Partecipanti alla Vuelta a España 2019
Elenco dei partecipanti alla Vuelta a España 2019.
La Vuelta a España 2019 fu la settantaquattresima edizione della corsa. Alla competizione presero parte 22 squadre, le diciotto iscritte all'UCI World Tour 2019 e le quattro squadre invitate (la francese Cofidis e le spagnole Caja Rural-Seguros RGA, Burgos-BH, Euskadi Basque Country-Murias), tutte di categoria UCI Professional Continental), ciascuna delle quali composta da otto corridori, per un totale di 176 ciclisti. La corsa partì il 24 agosto da Torrevieja, e terminò il 15 settembre a Madrid.

## Corridori per squadra
Nota: R ritirato, NP non partito, FT fuori tempo, SQ squalificato
| Movistar Team            | Movistar Team                    | Movistar Team            | Groupama-FDJ                    | Groupama-FDJ                    | Groupama-FDJ                    | Trek-Segafredo                      | Trek-Segafredo                      | Trek-Segafredo                      |
| ------------------------ | -------------------------------- | ------------------------ | ------------------------------- | ------------------------------- | ------------------------------- | ----------------------------------- | ----------------------------------- | ----------------------------------- |
| 1                        | Alejandro Valverde (Lin.) (Lin.) | 2º                       | 81                              | Marc Sarreau                    | 139º                            | 161                                 | Gianluca Brambilla                  | 42º                                 |
| 2                        | Jorge Arcas                      | 93º                      | 82                              | Bruno Armirail                  | 91º                             | 162                                 | John Degenkolb                      | 124º                                |
| 3                        | José Joaquín Rojas               | 30º                      | 83                              | Mickaël Delage                  | R 3ª                            | 163                                 | Niklas Eg                           | 37º                                 |
| 4                        | Imanol Erviti                    | 64º                      | 84                              | Kilian Frankiny                 | 21º                             | 164                                 | Alex Kirsch                         | 125º                                |
| 5                        | Nélson Oliveira                  | 46º                      | 85                              | Tobias Ludvigsson               | 44º                             | 165                                 | Jacopo Mosca                        | 85º                                 |
| 6                        | Antonio Pedrero                  | 43º                      | 86                              | Steve Morabito                  | 67º                             | 166                                 | Kiel Reijnen                        | 141º                                |
| 7                        | Nairo Quintana                   | 4º                       | 87                              | Romain Seigle                   | 80º                             | 167                                 | Peter Stetina                       | 28º                                 |
| 8                        | Marc Soler                       | 9º                       | 88                              | Benjamin Thomas                 | NP 12ª                          | 168                                 | Edward Theuns                       | 133º                                |
| D.S.: José Luis Arrieta  | D.S.: José Luis Arrieta          | D.S.: José Luis Arrieta  | D.S.: Franck Pineau             | D.S.: Franck Pineau             | D.S.: Franck Pineau             | D.S.: Jaroslav Popovyč              | D.S.: Jaroslav Popovyč              | D.S.: Jaroslav Popovyč              |
| AG2R La Mondiale         | AG2R La Mondiale                 | AG2R La Mondiale         | Lotto Soudal                    | Lotto Soudal                    | Lotto Soudal                    | UAE Team Emirates                   | UAE Team Emirates                   | UAE Team Emirates                   |
| 11                       | Pierre Latour                    | 35º                      | 91                              | Thomas De Gendt                 | 56º                             | 171                                 | Fabio Aru                           | NP 13ª                              |
| 12                       | François Bidard                  | 24º                      | 92                              | Sander Armée                    | 73º                             | 172                                 | Valerio Conti                       | 70º                                 |
| 13                       | Geoffrey Bouchard                | 47º                      | 93                              | Carl Fredrik Hagen              | 8º                              | 173                                 | Fernando Gaviria                    | 147º                                |
| 14                       | Clément Chevrier                 | 58º                      | 94                              | Tomasz Marczyński               | 74º                             | 174                                 | Sergio Henao                        | 45º                                 |
| 15                       | Silvan Dillier                   | 72º                      | 95                              | Tosh Van Der Sande              | 65º                             | 175                                 | Marco Marcato                       | R 19ª                               |
| 16                       | Dorian Godon                     | 77º                      | 96                              | Brian van Goethem               | R 15ª                           | 176                                 | Juan Sebastián Molano               | 143º                                |
| 17                       | Quentin Jauregui                 | 81º                      | 97                              | Harm Vanhoucke                  | 115º                            | 177                                 | Tadej Pogačar                       | 3º                                  |
| 18                       | Clément Venturini                | 90º                      | 98                              | Jelle Wallays                   | 144º                            | 178                                 | Oliviero Troia                      | 150º                                |
| D.S.: Julien Jurdie      | D.S.: Julien Jurdie              | D.S.: Julien Jurdie      | D.S.: Mario Aerts               | D.S.: Mario Aerts               | D.S.: Mario Aerts               | D.S.: José Antonio Fernández        | D.S.: José Antonio Fernández        | D.S.: José Antonio Fernández        |
| Astana Pro Team          | Astana Pro Team                  | Astana Pro Team          | Mitchelton-Scott                | Mitchelton-Scott                | Mitchelton-Scott                | Burgos-BH                           | Burgos-BH                           | Burgos-BH                           |
| 21                       | Miguel Ángel López               | 5º                       | 101                             | Esteban Chaves                  | 19º                             | 181                                 | Ángel Madrazo                       | 119º                                |
| 22                       | Manuele Boaro                    | 128º                     | 102                             | Sam Bewley                      | 100º                            | 182                                 | Jetse Bol                           | 104º                                |
| 23                       | Dario Cataldo                    | 68º                      | 103                             | Tsgabu Grmay                    | 62º                             | 183                                 | Óscar Cabedo                        | 116º                                |
| 24                       | Omar Fraile                      | 79º                      | 104                             | Damien Howson                   | 49º                             | 184                                 | Jorge Cubero                        | 136º                                |
| 25                       | Jakob Fuglsang                   | 13º                      | 105                             | Luka Mezgec                     | NP 15ª                          | 185                                 | Jesús Ezquerra                      | 120º                                |
| 26                       | Gorka Izagirre                   | 53º                      | 106                             | Mikel Nieve                     | 10º                             | 186                                 | Nuno Bico                           | 153º                                |
| 27                       | Ion Izagirre                     | 16º                      | 107                             | Nick Schultz                    | 63º                             | 187                                 | Diego Rubio                         | 146º                                |
| 28                       | Luis León Sánchez                | 23º                      | 108                             | Dion Smith                      | 83º                             | 188                                 | Ricardo Vilela                      | 105º                                |
| D.S.: Aleksandr Šefer    | D.S.: Aleksandr Šefer            | D.S.: Aleksandr Šefer    | D.S.: Julian Dean               | D.S.: Julian Dean               | D.S.: Julian Dean               | D.S.: José Cabedo Carda             | D.S.: José Cabedo Carda             | D.S.: José Cabedo Carda             |
| Bahrain-Merida           | Bahrain-Merida                   | Bahrain-Merida           | Team Dimension Data             | Team Dimension Data             | Team Dimension Data             | Caja Rural-Seguros RGA              | Caja Rural-Seguros RGA              | Caja Rural-Seguros RGA              |
| 31                       | Mark Padun                       | 84º                      | 111                             | Louis Meintjes                  | 51º                             | 191                                 | Sergej Černeckij                    | 111º                                |
| 32                       | Yukiya Arashiro                  | 110º                     | 112                             | Nic Dlamini                     | 107º                            | 192                                 | Jon Aberasturi                      | 140º                                |
| 33                       | Phil Bauhaus                     | R 9ª                     | 113                             | Amanuel Gebreigzabhier          | R 18ª                           | 193                                 | Alex Aranburu                       | 94º                                 |
| 34                       | Heinrich Haussler                | 132º                     | 114                             | Edvald Boasson Hagen            | 96º                             | 194                                 | Domingos Gonçalves                  | NP 14ª                              |
| 35                       | Domen Novak                      | 123º                     | 115                             | Ben King                        | 38º                             | 195                                 | Jonathan Lastra                     | 101º                                |
| 36                       | Hermann Pernsteiner              | 15º                      | 116                             | Ben O'Connor                    | 25º                             | 196                                 | Sergio Pardilla                     | 88º                                 |
| 37                       | Luka Pibernik                    | 109º                     | 117                             | Rasmus Tiller                   | 130º                            | 197                                 | Cristian Rodríguez                  | 50º                                 |
| 38                       | Dylan Teuns                      | 12º                      | 118                             | Jaco Venter                     | 129º                            | 198                                 | Gonzalez Serrano                    | 135º                                |
| D.S.: Rik Verbrugghe     | D.S.: Rik Verbrugghe             | D.S.: Rik Verbrugghe     | D.S.: Bingen Fernández Bustinza | D.S.: Bingen Fernández Bustinza | D.S.: Bingen Fernández Bustinza | D.S.: José Miguel Fernández Reviejo | D.S.: José Miguel Fernández Reviejo | D.S.: José Miguel Fernández Reviejo |
| Bora-Hansgrohe           | Bora-Hansgrohe                   | Bora-Hansgrohe           | Team Ineos                      | Team Ineos                      | Team Ineos                      | Cofidis, Solutions Crédits          | Cofidis, Solutions Crédits          | Cofidis, Solutions Crédits          |
| 41                       | Rafał Majka                      | 6º                       | 121                             | Wout Poels                      | 34º                             | 201                                 | Jesús Herrada                       | NP 17ª                              |
| 42                       | Shane Archbold                   | 151º                     | 122                             | David de la Cruz                | 66º                             | 202                                 | Darwin Atapuma                      | 61º                                 |
| 43                       | Sam Bennett                      | 134º                     | 123                             | Owain Doull                     | 71º                             | 203                                 | Nicolas Edet                        | 18º                                 |
| 44                       | Jempy Drucker                    | NP 20ª                   | 124                             | Tao Geoghegan Hart              | 20º                             | 204                                 | Jesper Hansen                       | R 15ª                               |
| 45                       | Davide Formolo                   | NP 7ª                    | 125                             | Sebastián Henao                 | 39º                             | 205                                 | José Herrada                        | 75º                                 |
| 46                       | Felix Großschartner              | 36º                      | 126                             | Vasil' Kiryenka                 | R 18ª                           | 206                                 | Luis Ángel Maté                     | 102º                                |
| 47                       | Gregor Mühlberger                | R 5ª                     | 127                             | Salvatore Puccio                | 89º                             | 207                                 | Stéphane Rossetto                   | 127º                                |
| 48                       | Paweł Poljański                  | 57º                      | 128                             | Ian Stannard                    | 106º                            | 208                                 | Damien Touzé                        | 108º                                |
| D.S.: Steffen Radochla   | D.S.: Steffen Radochla           | D.S.: Steffen Radochla   | D.S.: Nicolas Portal            | D.S.: Nicolas Portal            | D.S.: Nicolas Portal            | D.S.: Christian Guiberteau          | D.S.: Christian Guiberteau          | D.S.: Christian Guiberteau          |
| CCC Team                 | CCC Team                         | CCC Team                 | Team Jumbo-Visma                | Team Jumbo-Visma                | Team Jumbo-Visma                | Euskadi Basque Country-Murias       | Euskadi Basque Country-Murias       | Euskadi Basque Country-Murias       |
| 51                       | Víctor de la Parte               | R 6ª                     | 131                             | Primož Roglič                   | 1º                              | 211                                 | Óscar Rodríguez                     | 22º                                 |
| 52                       | William Barta                    | 131º                     | 132                             | George Bennett                  | 33º                             | 212                                 | Aritz Bagües                        | 117º                                |
| 53                       | Paweł Bernas                     | 149º                     | 133                             | Robert Gesink                   | 27º                             | 213                                 | Fernando Barceló                    | 95º                                 |
| 54                       | Patrick Bevin (Cr.)              | NP 15ª                   | 134                             | Lennard Hofstede                | 152º                            | 214                                 | Cyril Barthe                        | 86º                                 |
| 55                       | Jonas Koch                       | 60º                      | 135                             | Steven Kruijswijk               | R 4ª                            | 215                                 | Mikel Bizkarra                      | 48º                                 |
| 56                       | Szymon Sajnok                    | 142º                     | 136                             | Sepp Kuss                       | 29º                             | 216                                 | Mikel Iturria                       | 86º                                 |
| 57                       | Nathan Van Hooydonck             | 114º                     | 137                             | Tony Martin (Cr.)               | R 19ª                           | 217                                 | Héctor Sáez                         | 82º                                 |
| 58                       | Francisco Ventoso                | 97º                      | 138                             | Neilson Powless                 | 31º                             | 218                                 | Sergio Samitier                     | 112º                                |
| D.S.: Jackson Stewart    | D.S.: Jackson Stewart            | D.S.: Jackson Stewart    | D.S.: Addy Engels               | D.S.: Addy Engels               | D.S.: Addy Engels               | D.S.: Rubén Pérez                   | D.S.: Rubén Pérez                   | D.S.: Rubén Pérez                   |
| Deceuninck-Quick Step    | Deceuninck-Quick Step            | Deceuninck-Quick Step    | Team Katusha Alpecin            | Team Katusha Alpecin            | Team Katusha Alpecin            |                                     |                                     |                                     |
| 61                       | Philippe Gilbert                 | 32º                      | 141                             | Daniel Navarro                  | 40º                             |                                     |                                     |                                     |
| 62                       | Eros Capecchi                    | 121º                     | 142                             | Enrico Battaglin                | 113º                            |                                     |                                     |                                     |
| 63                       | Rémi Cavagna                     | 52º                      | 143                             | Steff Cras                      | 76º                             |                                     |                                     |                                     |
| 64                       | Tim Declercq                     | 78º                      | 144                             | Matteo Fabbro                   | 54º                             |                                     |                                     |                                     |
| 65                       | Fabio Jakobsen                   | 145º                     | 145                             | Ruben Guerreiro                 | 17º                             |                                     |                                     |                                     |
| 66                       | James Knox                       | 11º                      | 146                             | Pavel Kočetkov                  | 98º                             |                                     |                                     |                                     |
| 67                       | Maximiliano Richeze              | 148º                     | 147                             | Vjačeslav Kuznecov              | 138º                            |                                     |                                     |                                     |
| 68                       | Zdeněk Štybar                    | 55º                      | 148                             | Willie Smit                     | 118º                            |                                     |                                     |                                     |
| D.S.: Wilfried Peeters   | D.S.: Wilfried Peeters           | D.S.: Wilfried Peeters   | D.S.: Xavier Florencio          | D.S.: Xavier Florencio          | D.S.: Xavier Florencio          |                                     |                                     |                                     |
| EF Education First       | EF Education First               | EF Education First       | Team Sunweb                     | Team Sunweb                     | Team Sunweb                     |                                     |                                     |                                     |
| 71                       | Rigoberto Urán                   | R 6ª                     | 151                             | Wilco Kelderman                 | 7º                              |                                     |                                     |                                     |
| 72                       | Hugh Carthy                      | R 6ª                     | 152                             | Nikias Arndt                    | 69º                             |                                     |                                     |                                     |
| 73                       | Lawson Craddock                  | 59º                      | 153                             | Casper Pedersen                 | 103º                            |                                     |                                     |                                     |
| 74                       | Mitchell Docker                  | 122º                     | 154                             | Robert Power                    | 92º                             |                                     |                                     |                                     |
| 75                       | Sergio Higuita                   | 14º                      | 155                             | Nicolas Roche                   | R 6ª                            |                                     |                                     |                                     |
| 76                       | Daniel Martínez                  | 41º                      | 156                             | Michael Storer                  | 99º                             |                                     |                                     |                                     |
| 77                       | Logan Owen                       | 126º                     | 157                             | Martijn Tusveld                 | 26º                             |                                     |                                     |                                     |
| 78                       | Tejay van Garderen               | R 7ª                     | 158                             | Max Walscheid                   | 137º                            |                                     |                                     |                                     |
| D.S.: Juan Manuel Gárate | D.S.: Juan Manuel Gárate         | D.S.: Juan Manuel Gárate | D.S.: Luke Roberts              | D.S.: Luke Roberts              | D.S.: Luke Roberts              |                                     |                                     |                                     |

### Legenda
| Legenda      | Legenda | Legenda           | Legenda                                                  |
| ------------ | --- | ----------------- | -------------------------------------------------------- |
| Dorsale      | Dorsale di partenza del ciclista | Posizione         | Posizione finale nella classifica generale               |
| Maglia rossa | Indica il vincitore della classifica generale                                                                                        | Maglia a pois blu | Indica il vincitore della classifica scalatori           |
| Maglia verde | Indica il vincitore della classifica a punti                                                                                         | Maglia bianca     | Indica il vincitore della classifica combinata           |
| NP           | Indica un ciclista che non è ripartito in una tappa la mattina                                                                       | R                 | Indica un ciclista che si è ritirato in una tappa        |
| FTM          | Indica un ciclista che ha concluso una tappa fuori tempo, ossia ha impiegato più tempo rispetto a quanto stabilito dal tempo massimo | EX                | Corridore escluso per non aver rispettato il regolamento |

## Ciclisti per nazione
Le nazionalità rappresentate nella manifestazione sono 30; in tabella il numero dei ciclisti suddivisi per la propria nazione di appartenenza:
| Numero ciclisti | Nazione                                                                        |
| --------------- | ------------------------------------------------------------------------------ |
| 36              | Spagna                                                                         |
| 17              | Francia                                                                        |
| 13              | Italia                                                                         |
| 11              | Belgio, Colombia                                                               |
| 9               | Paesi Bassi, Stati Uniti                                                       |
| 7               | Australia                                                                      |
| 6               | Germania                                                                       |
| 5               | Gran Bretagna, Nuova Zelanda, Polonia, Portogallo, Slovenia                    |
| 4               | Danimarca, Sudafrica                                                           |
| 3               | Austria, Norvegia, Russia, Svizzera                                            |
| 2               | Irlanda, Lussemburgo                                                           |
| 1               | Argentina, Bielorussia, Eritrea, Etiopia, Giappone, Rep. Ceca, Svezia, Ucraina |